# Гувер, Герберт
Ге́рберт Кларк Гу́вер (англ. Herbert Clark Hoover; 10 августа 1874, Уэст-Бранч[en], штат Айова, США — 20 октября 1964, Нью-Йорк, США) — американский политический и государственный деятель, акционер и предприниматель, 31-й президент США (1929—1933) от Республиканской партии.
Министр торговли США (1921—1928).
Несмотря на малоэффективные политические и экономические действия во время Великой депрессии, когда Гувер не сумел вывести США из одного из наиболее сложных экономических кризисов в истории США, его историческая роль переосмысливается как президента, которому просто не повезло, сделавшего всё от себя зависящее в ситуации, которая могла сломать любую эффективную систему.

## Биография
Родился в Айове в семье квакеров, его род немецкого происхождения (первоначальная фамилия Huber). Отец Гувера был кузнецом и торговцем сельхозтехникой. Отец умер в 1880 году, когда Герберту было всего 6 лет, а мать в 1884 году, и мальчик остался круглым сиротой. С 1885 года Герберт жил у своего дяди Джона Минторна в штате Орегон.
В 1891 году Гувер поступил в только что основанный Стэнфордский университет, где начал изучать машиностроение, хотя первоначально сдал только один вступительный экзамен — по математике, на втором курсе перевёлся на геологию. Окончил университет в 1895 году. После геологической практики, летом, в конце последнего курса, решил продолжать развивать карьеру в горной геологии.

### Горный инженер
После окончания университета Гувер работал в Геологической службе США (USGS). С 1897 года Гувер работал на золотых шахтах в Австралии. В 1899 году женился на Лу Генри, с которой познакомился во время учёбы в университете. В начале 1900-х работал в Китае. В 1901 году Гувер стал одним из совладельцев горнопромышленной компании Bewick, Moreing & Co, руководил её делами в Австралии. По служебным делам ему приходилось посещать Бирму, Китай, Индию, Египет и другие страны, в которых требовалось присутствие специалиста по минералогии (за шесть лет Гувер пять раз объехал вокруг земной шар). В своих мемуарах, написанных им ближе к концу жизни, он признается, что несмотря на то, что в молодости побывал во многих замечательных местах, в памяти у него они практически не остались. Также он приводит список выполненных им деловых миссий и добытых материалов, что характеризует его как сугубо делового человека. «Он никогда не цитировал стихов или пьес, не говорил о произведениях искусства», — вспоминал позже один его знакомый.
Вместе с несколькими партнёрами Гувер основал компанию Zinc Corporation (после нескольких слияний вошла в состав Rio Tinto). С 1908 года работал на Кыштымском медеплавильном заводе горным инженером. Создал акционерное общество Кыштымских горных заводов, скупив предприятия у наследников местного южноуральского купца-олигарха Расторгуева. В кыштымском музее до сих пор хранится книга «отчётов», где существует запись о том, что Гуверу принадлежала часть акций предприятия. Однако же после Октябрьской революции вся российская промышленность была национализирована.
В 1930 году стал первым обладателем медали Гувера (награда за достижения в инженерном деле и за служение человечеству).

### Первая мировая война
Когда началась Первая мировая война, Гувер был в Лондоне. По просьбе американского консула, он помог организовать возвращение 120 тыс. американцев, находившихся к началу войны в Европе, на родину. Осенью 1914 года Гувер лично создал и возглавил комиссию по помощи Бельгии (англ. Committee for Relief in Belgium), к тому моменту оккупированной немецкими войсками. Также ему удалось убедить немцев разрешить поставки продовольствия в Бельгию и не реквизировать их для своих нужд, а англичан — пропустить поставки через установленную ими морскую блокаду Германской империи. Впоследствии вышеупомянутая комиссия выросла в крупную организацию, закупавшую продовольствие в Америке и Австралии и доставлявшую его в Бельгию, с собственным флотом, состоявшем из нескольких десятков кораблей. К тому же, сам Гувер несколько десятков раз пересекал линию фронта, наладив таким образом важный неофициальный канал связи между воевавшими сторонами. И после уже официального вступления США в войну в апреле 1917 года, Гувер был назначен главой продовольственного управления США самим президентом Вильсоном.
В 1919 году Гувер пожертвовал крупную сумму Стэнфордскому университету на создание библиотеки и архива материалов, посвящённых Первой мировой войне. Всё это стало основой учреждённого впоследствии Гуверовского института. К тому же, данный архив в дальнейшем стал одним из крупнейших хранилищ исторических материалов по революции 1917 года и русской эмиграции.
В 1918—1923 годах Гувер возглавлял Американскую администрацию помощи (ARA), оказывавшую продовольственную помощь разорённым войной европейским странам, в том числе как Белой, так и Советской России.
В 1919 году ААП поставляла воевавшей против большевиков Северо-Западной армии. 16 июля 1919 года Гувер заключил с представителем СЗА генералом Э. Гермониусом договор о снабжении, по которому американская сторона обязалась поставить 18147 тонн пшеничной муки, 58 тонн кукурузной муки, 985 тонн бобов и гороха, 1548 тонн сгущённого и стерилизованного молока, 1501 тонну свиного сала, 834 тонн суррогата свиного сала. В оплату этих поставок представители Русского политического совещания подписали обязательства на сумму 8,75 млн долларов, и ещё 5 млн финских марок (308 242 долл.) заплатил Юденич.
Кроме того, Гувер не раз выражал своё негативное отношение к большевизму публично. Например:
Большевизм, — говорил он на Парижской мирной конференции, — это хуже, чем война

### Министр торговли
В 1921 году Гувер был назначен министром торговли США президентом Гардингом. На этом посту Гувер многое сделал для развития сотрудничества между правительством США и частными компаниями. Он также способствовал увеличению объёма международной торговли, развитию и внедрению новых технологий. В 1927 году отвечал за ликвидацию последствий катастрофического наводнения на Миссисипи.

#### Участие в борьбе с голодом 1921—1922 гг. в Советской России
Массовый голод 1921—1922 годов в Советской России охватил 35 губерний с общим населением в 90 миллионов человек, из которых точно голодало не менее 40 миллионов. 13 июля 1921 года Горький с ведома руководства страны обратился с воззванием, ставшим впоследствии известным как «Ко всем честным людям», с просьбой помочь продовольствием и медикаментами. И тогда Герберт Гувер, возглавлявший в то время Американскую администрацию помощи (ААП), вопреки своим политическим взглядам, решил помочь изнывавшей от голода Советской России. Однако он поставил два условия: чтобы ААП было позволено действовать самостоятельно и чтобы граждане США, содержащиеся в советских тюрьмах, были выпущены на свободу. Эти требования серьёзно взбесили Ленина: «Подлость Америки, Гувера и Совета Лиги наций сугубая, — писал он в Политбюро. — Надо наказать Гувера, публично дать ему пощёчины, чтобы весь мир видел, и Совету Лиги наций тоже». Но у советского лидера не было выбора, и он уступил Гуверу. И уже 25 июля Горький от имени советского правительства принял ультимативное предложение. А 21 августа в Риге ААП официально подписала с Максимом Литвиновым договор о предоставлении помощи. Вначале была оказана помощь, эквивалентная 18,6 млн долларов, которые выделил для этого Конгресс США. Позже к этой сумме добавились частные пожертвования, а также 11,3 млн долларов, вырученных самим советским правительством от продажи золота. К моменту окончания своей деятельности ARA потратила в пользу России, в общей сложности, 61,6 млн долларов (или 123,2 млн золотых рублей).
По состоянию на 9 февраля 1922 года вклад ААП (в том числе американских организаций и частных лиц под её контролем) в борьбу с голодом составил суммарно 42 млн долл., Советской России — около 12 млн. 200 тыс. долл., организации Фритьофа Нансена вместе с другими, кто находился под её «крылом», — около 4 млн долл. В мае 1922 г. ARA кормила 6 млн. 99 тыс. 574 человек, Религиозное общество Друзей (квакеры) — 265 тыс., Международный Альянс «Спасем Детей» (Save the Children Alliance) — 259 тыс. 751 человек, Нансеновский комитет — 138 тыс., шведский Красный крест — 87 тыс., германский Красный крест — 7 тыс., английские профсоюзы — 92 тыс., Международная рабочая помощь — 78 тыс. 11 человек. Летом 1922 года, когда деятельность ААП была в полном разгаре, она кормила ежедневно 11 млн человек. Советское правительство и иностранные посредники за этот период импортировали продовольствия в общей сложности 2 млн тонн. Таким образом, уже к началу лета 1922 года сообщения о голодных смертях практически перестали поступать. Кроме того, ААП поставила медикаментов на 8 млн долларов, что помогло сдержать распространение эпидемий. Более того, в 1922 и 1923 гг. она снабдила Россию посевным зерном, обеспечив тем самым возможность получения хороших урожаев в последующие годы. Благодаря структуре, разработанной Гувером, несколько сотен американцев, сотрудников ААП, при помощи нескольких тысяч советских граждан контролировали раздачу продовольствия и медикаментов. В пик активности в ААП работало 300 американских граждан и более 120 тысяч советских. Хотя официальные властные структуры Советской России согласились не вмешиваться в деятельность гуверовской организации, ВЧК, а затем и ГПУ не сводили с неё глаз.
Число умерших в начальный период голода (главным образом 1921 года) трудно определить, поскольку никто реально не брался за подсчёт жертв. Предположительно, наибольшее их количество наблюдалось в Самарской и Челябинской губерниях, в автономной области немцев Поволжья и Башкирской автономной республике, так как общее число населения в этих регионах сократилось на 20,6 %. В социальном плане больше всех страдала деревенская беднота, особенно те, у кого не было молочного скота, спасшего многие семьи от голодной смерти. В возрастном плане больнее всего голод ударил по детям, лишив значительную часть тех, кому удалось уцелеть, родителей и крова. В 1922 г. более полутора миллионов крестьянских детей, предоставленных самим себе, бродяжничали, прося подаяние и воруя; смертность в приютах для беспризорных достигала 50 %. Советское центральное статистическое управление определило дефицит населения за период с 1920 по 1922 год равным 5,1 млн человек. Голод в России 1921 г., если не считать жертв военных действий, был крупнейшей для того времени катастрофой в Европе.
Утраты оказались бы значительно большими, если бы ко всей иностранной и советской помощи не была бы добавлена филантропическая деятельность Гувера, которая спасла жизнь по крайней мере 9 млн человек. В письме руководителю ARA Горький приветствует его поступок как не имеющий себе равных:
«Ваша помощь будет вписана в историю как уникальное, гигантское свершение, достойное величайшей славы, и надолго останется в памяти миллионов русских… которых вы спасли от смерти» 
Историк Ричард Пайпс писал: «Многие государственные деятели занимают видное место в истории благодаря тому, что послали на смерть миллионы людей; Герберт Гувер, скоро забытый в России, а впоследствии президент США, имеет редкую возможность занять достойное место в людской памяти как спаситель миллионов».

### Президентство
На президентских выборах 1928 года кандидат от республиканцев Герберт Гувер, который ассоциировался в общественном мнении с экономическим бумом 1920-х годов, одержал убедительную победу в пяти южных штатах, а также в штате Нью-Йорк и во всех западных и пограничных штатах страны. Его соперник Альфред Смит, кандидат от Демократической партии и католик, столкнулся с антикатолическими настроениями, выступлениями против введённого сухого закона, а также коррупционными скандалами.
В начале своего правления Гувер добился от Конгресса создания Федерального фермерского управления и собирался провести реформы в антитрестовском законодательстве, в распределении электроэнергии, на железнодорожном транспорте, на фондовой бирже и в банковской сфере.
Однако после октябрьского биржевого краха 1929 года начался тяжелейший экономический кризис — Великая депрессия. Гувер решил смягчить удары кризиса с помощью стимулирования частнособственнической инициативы, поощрения гуманитарных мер, принимаемых управленческими структурами на местах, и частной благотворительной деятельности. Он убеждал предпринимателей не снижать уровень производства и заработную плату, а профсоюзных деятелей уговаривал не настаивать на повышении оплаты труда.
Весной 1930 года Конгресс выделил по плану Гувера 750 млн долларов на общественные работы. Предприниматели лишь несколько месяцев смогли выполнять обещания поддерживать производство и не снижать заработной платы, но начиная с мая-июня 1930 года они были вынуждены сократить производство. Увеличение числа безработных резко сократило общий фонд заработной платы. Развитие событий за рубежом не способствовало улучшению ситуации. Полагая, что экономический кризис имеет преимущественно зарубежные корни, Гувер предложил ввести мораторий на выплату задолженности по иностранным займам и репарациям.

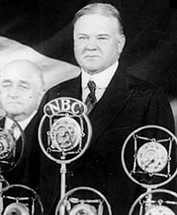
Г. Гувер, 1932.

В конце 1931 года Гувер был вынужден пойти на увеличение доли государственной помощи экономике. В январе 1932 года по его инициативе Конгресс принял решение о создании корпорации финансирования реконструкции для выдачи займов на спасение железных дорог, банков, кредитно-строительных ассоциаций и других финансовых институтов. При этом Гувер категорически возражал против прямой федеральной помощи безработным и наложил вето на принятый Конгрессом закон об оказании прямой помощи физическим лицам и о значительном расширении общественных работ. В июле 1932 года число безработных достигло 12 млн человек, но президент настаивал, что прямая федеральная помощь «деморализует» граждан. Все большая часть общественности считала его позицию жестокой и бесчеловечной, сошла на нет и репутация Гувера как удачного менеджера.
К началу кампании за переизбрание в 1932 году уровень промышленного производства составлял лишь 50 % от уровня середины 1929 года, 12 млн человек оставались безработными, многим предприятиям грозило закрытие. Гувера враждебно принимали во время предвыборных поездок по стране, поражение на выборах стало неминуемым. Соперник Гувера, кандидат от Демократической партии Ф. Рузвельт получил подавляющее большинство голосов выборщиков (472 голоса против 59 за Гувера).
Традиционно Гувера принято обвинять как президента, не сумевшего предложить эффективной стратегии выхода из ситуации, наподобие Нового курса его преемника Рузвельта. Многие историки, однако, считают, что Гуверу просто не повезло: на пике кризиса никакие меры не помогали, и самый деятельный президент наткнулся бы на границы своих полномочий, реформы Рузвельта же были осуществлены и стали эффективными, когда высшая точка депрессии была уже позади. Кроме того, Рузвельт продолжил и значительно усилил ряд мер, предпринятых ещё администрацией Гувера. Тенденцию осуждения Гувера за его экономическую политику, недостаточно энергичные и эффективные меры по преодолению кризиса объясняют межпартийной борьбой во времена правления Рузвельта между демократической и республиканской партиями.

### После президентства

#### Рузвельт и Гувер. Военные долги
В промежуток времени между выборами и инаугурацией Рузвельта американская банковская система полностью коллапсировала, а мировая экономика «скользнула ещё глубже в пропасть депрессии». Во внешней политике также успели произойти изменения: Адольф Гитлер был назначен канцлером Германии, а десятки граждан Веймарской республики погибли в ходе длительных столкновений между вооружёнными группами коммунистов и национал-социалистов. Практически одновременно правительство Японской империи, нацеленное на установление своего контроля над Маньчжурией, напрямую заявило о снятии с себя всех дипломатических ограничений и о намерении выйти из Лиги Наций.

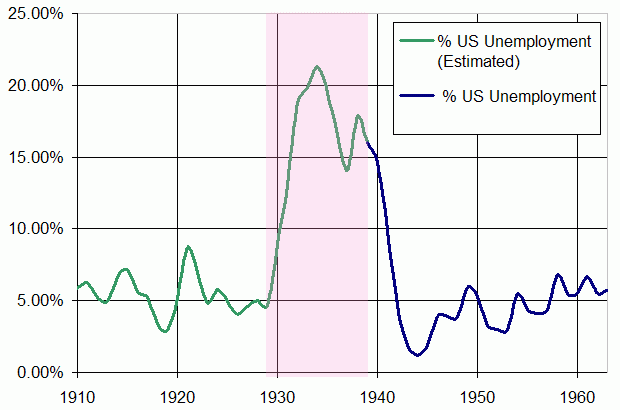
Уровень безработицы в США в 1910—1960 гг. Выделена эпоха Великой депрессии (1929—1939 гг.)

##### Письмо Рузвельту
Всего через неделю после выборов, Рузвельт обнаружил — среди многочисленных поздравительных телеграмм и писем, отправлявшихся в его особняк губернатора в Олбани — развёрнутую телеграмму (письмо) от Гувера. Действующий президент писал, что британское правительство срочно требует ещё одного пересмотра вопроса о международных долгах и предлагает приостановить выплату своих процентов по займам времён Первой мировой войны (в размере 95 миллионов долларов США) — выплаты, которая должна была состояться 15 декабря. В прошлом году Конгресс США крайне неохотно согласился на мораторий по долгам, предложенный самим Гувером. В письме он предлагал Рузвельту использовать влияние последнего, чтобы уговорить конгрессменов на новую отсрочку — в ожидании проведения Всемирной экономической конференции в Лондоне в течение предстоящей зимы и конференции по разоружению, которая уже проходила в Женеве. Кроме того Гувер попросил изыскать «возможность поговорить с Вами лично в удобное время в ближайшем будущем».
Действия Гувера, только что проигравшего выборы Рузвельту, являлись беспрецедентными. То что, с одной стороны, могло выглядеть как «великодушный жест государственного деятеля» имело в себе и элемент «политической ловушки»: проблема военных долгов была тяжёлой темой американской политики того времени, само прикосновение к которой грозило для Рузвельта потерей популярности. Если большинство учёных-экономистов 1920-х годов — наряду с финансовым сообществом с Уолл-стрит и практически всеми европейскими лидерами — выступали за полное списание военных долгов, то Конгресс и большинство американцев (особенно, за пределами Атлантического побережья страны) продолжали рассматривать долги как неизменные финансовые и моральные обязательства своих бывших союзников по Антанте. Полный возврат долгов воспринимался как гарантия от «бесконечно конфликтующих жителей Европы», что они не смогут рассчитывать на финансирование со стороны США для своих новых войн. Так госсекретарь Генри Стимсон отмечал в своем дневнике, что каждый конгрессмен ежедневно повторял на страницах газет свой протест против любых уступок.
Гувер официально заявил, что является противником прямого списания долгов — он подчеркивал это и в телеграмме Рузвельту. Но, будучи создателем прошлогоднего моратория, Гувер также проявлял и «некоторую гибкость» — тем самым навлекая на себя гнев многочисленных американских изоляционистов. В телеграмме он предлагал использовать долги как «полезный рычаг» для того, чтобы «вырвать» экономические и военные уступки со стороны государств Старого Света. Он отмечал, что «существенное сокращение мировых вооружений… имеет непосредственное отношение к этому вопросу». Гувер также предлагал новому президенту продолжить линию американской дипломатии на установление прямой связи между предстоящей Лондонской экономической конференцией и Женевской конференцией по разоружению. Профессор Дэвид Кеннеди полагал, что это «была сложная и оригинальная схема», увязывающая между собой вопросы экономики, дипломатии и политики.
Помощники Рузвельта Рексфорд Тагвелл и Рэймонд Моули увидели в письме «политическую бомбу», которую уходящая республиканская администрация решила «заложить» под президента-демократа. Им было очевидно желание Гувера переложить на плечи Рузвельта ответственность за чрезвычайно непопулярную политику по списанию долгов. Кроме того Гувер и Рузвельт в те годы по разному видели причины Депрессии: если Гувер придерживался мнения о том, что депрессия имеет международные причины — в особенности, экономические искажения, вызванные мировой войной — то Рузвельт, напротив, заявлял, что видел источники депрессии в самих США: в структурных и институциональных недостатках государственного устройства, требовавшего, по его мнению, масштабного реформирования. С этой точки зрения, инструменты международной дипломатии были малопригодны для решения проблем, стоявших перед Америкой, а международные отношения были практически полностью неактуальны как предмет для экономической политики. В частности, в своей инаугурационной речи, Рузвельт прямо заявил, что «наши международные торговые отношения, хотя и чрезвычайно важны, являются… вторичными по отношению к созданию здоровой национальной экономики».

##### Неформальная встреча
В итоге приглашение Гувера поучаствовать в формировании новой экономической дипломатии не было принято Рузвельтом. И опасения Гувера о своём преемнике — беспокойство о том, что приоритеты Рузвельта будут направлены на стимулирование политики экономической изоляции (включая отказ от золотого стандарта, девальвацию доллара и стимулирование инфляции) — начали получать подтверждения. Даже не желая продолжать политику предыдущей администрации, Рузвельт всё же не мог игнорировать личное предложение Гувера о «совершенно неформальной» встрече. 22 ноября 1932 года такая встреча состоялась. Несмотря на «веселый и небрежный» тон, который стремился поддержать Рузвельт, она прошла в напряжённой атмосфере. Второе совещание на ту же тему долгов состоялось 20 января следующего года. Единственным конкретным результатом данных неудачных попыток сотрудничества было углубление убеждённости Гувера и его соратников в том, что Рузвельт являлся политиком, отличавшимся опасной поверхностностью суждений: «Гувер считал Рузвельта… любезным, приятным, жаждущим быть полезным и очень плохо информированным человеком» — бывший президент пытался хоть немного воспитать «очень невежественного, но добродушного молодого человека».
Страна нуждается, и, если я не ошибаюсь, страна требует смелого и настойчивого экспериментирования. Здравый смысл подсказывает обратиться к какому-нибудь методу и испытать его. Если он себя не оправдает, надо честно признать это и поискать другой метод. Но, прежде всего, нужно попытаться что-то сделать.— Ф. Д. Рузвельт, из речи в Университете Оглторпа, 22 мая 1932
Поздно вечером 18 февраля 1933 года Рузвельт получил лично в руки от агента Секретной службы большой конверт из коричневой бумаги. В конверте было рукописное письмо от Гувера, объёмом в 10 страниц. В письме Гувер прямо описал ситуацию в американской экономике и банковской системе, балансировавшей на грани полного краха, отмечая «неуверенность в будущем» как главную опасность. Гувер «провокационно» писал о том, что одной из причин данной неуверенности является сам Рузвельт — точнее, его политическая программа, анонсированная в ходе избирательной кампании. Гувер видел в ней следы «диктатуры», пугающей бизнесменов. Рузвельт воспринял письмо как «дерзость» и не отвечал в течение почти двух недель: 28 февраля Гуверу пришлось «умолять» Рузвельта сделать хоть какое-то обнадеживающее публичное заявление. Накануне инаугурации, в пятницу 3 марта, Гувер предпринял последнюю попытку заручиться поддержкой Рузвельта. Встреча закончилась взаимным раздражением — больше политики никогда не встречались.
Профессор Кеннеди полагал, что Гувер, составляя письмо, был больше заинтересован в том, чтобы оправдать себя в истории — чем в том, чтобы переубедить своего преемника в полезности своей старой политики. Одновременно, Рузвельт либо не осознавал серьёзность экономической ситуации, либо предпочитал, чтобы она ещё больше ухудшилась в период предыдущей администрации — и он смог бы получить больше «дивидендов» за её спасение. Рузвельт так и не откликнулся на просьбу выступить перед американцами с «успокаивающим публичным заявлением» (см. «Беседы у камина»). Тем временем многим современникам начало казаться, что «американский капитализм зашёл в тупик».

### Последние годы жизни
В дальнейшем Гувер был критиком государственнической политики Рузвельта, а затем выступал за то, чтобы не вмешиваться во Вторую мировую войну и предоставить всю Европу Гитлеру. При Трумэне и Эйзенхауэре Гувер председательствовал в комиссии по реформе государственного аппарата, вёл обширную благотворительную деятельность, написал много публицистических и исторических сочинений и к концу своей долгой жизни реабилитировался в глазах общественности.
По указу президента Линдона Джонсона, ему были устроены государственные похороны, на которых также присутствовали бывшие президенты Дуайт Эйзенхауэр и Гарри Трумэн.
До 5 сентября 2012 года Гуверу принадлежал рекорд пребывания в статусе экс-президента — после ухода из Белого дома он прожил 31 год. В течение почти 20 лет, с 4 марта 1933 года по 20 января 1953 года, Гувер являлся единственным живущим экс-президентом США. А в течение примерно двух месяцев 1933 года (от смерти Калвина Кулиджа 5 января до окончания президентства Гувера 4 марта) был редкий момент в американской истории, когда ни одного экс-президента не было в живых.

## Личная жизнь и взгляды
Жена — Лу Гувер (1874—1944). Гувер познакомился с будущей женой на последнем курсе Стэнфордского университета, Лу была дочерью банкира и тоже изучала геологию в Стэнфорде. Они поддерживали отношения и когда Гувер уехал в Россию, откуда выслал телеграмму Лу с предложением руки и сердца, она согласилась и они поженились в 1898 году, для этого Герберт ненадолго вернулся в США. Они остались в браке до смерти Лу в 1944 году.
Дети: Герберт Гувер-младший (1903—1969), инженер и бизнесмен, и Аллан Генри Гувер (1907—1993) горный инженер.
По религиозной конфессии — квакер, но большую часть жизни редко посещал собрание квакеров. Гувер, несмотря на то, что был республиканцем тех лет, не поддерживал расистские настроения по отношению к чернокожему населению США, поддерживал работу института Таскиги[en], который был создан для обучения афро-американских студентов.

## Память
- В честь Герберта Гувера получила название Плотина Гувера.
- В честь Герберта Гувера назван астероид (932) Гуверия, открытый в 1920 году австрийским астрономом Иоганном Пализой. Название было предложено учёным советом Венского университета в связи с помощью и поддержкой, которую оказал Гувер Австрии после Первой мировой войны.

## Награды
- Вашингтонская премия (1919)
- Почётный доктор Варшавского университета (1921)[31]
- Почётный гражданин Таллина (1921)[32]
- Медаль Джона Фрица (1929)
- Медаль Гувера (1930)